# ALL (ALL)
ALL è una raccolta della band pop punk ALL, pubblicato nel 1999 dalla Owned & Operated.

## Tracce
1. Crazy – 1:45
2. Million Bucks – 2:05
3. Skin Deep – 1:59
4. She's My Ex – 3:14
5. Right – 1:54
6. Scary Sad – 2:47
7. Postage – 2:09
8. Shreen – 2:38
9. Frog – 2:11
10. Original Me – 2:44
11. Simple Things – 3:19
12. Pretty Little Girl – 1:56
13. Nothin' – 1:56
14. Breakin' Up – 2:44
15. Minute – 1:26
16. Just Like Them – 3:48
17. Dot – 1:58
18. Long Distance – 3:03
19. Mary – 3:20
20. Self-Righteous – 1:37
21. Just Perfect – 2:58
22. Educated Idiot – 2:42

## Formazione
- Bill Stevenson – batteria
- Karl Alvarez – basso, voce
- Stephen Egerton – chitarra
- Milo Aukerman – voce (traccia 16)
- Chad Price – voce (tracce 2, 5, 8, 10, 14, 20)
- Scott Reynolds - voce (tracce 1, 4, 6, 9, 11, 13, 15, 17, 19, 22)
- Dave Smalley - voce (tracce 3, 7, 12, 21)